# Stanisław Siatkowski
Stanisław Siatkowski (ur. 7 kwietnia 1938 w Jaskach) – polski językoznawca, doktor habilitowany nauk humanistycznych, dziekan Wydziału Filologicznego Mazowieckiej Wyższej Szkoły Humanistycznej i Pedagogicznej w Łowiczu.

## Życiorys
W 1987 r. uzyskał stopień doktora habilitowanego. Pracował na stanowisku profesora w Instytucie Rusycystyki na Wydziale Lingwistyki Stosowanej Uniwersytetu Warszawskiego. Był profesorem nadzwyczajnym w Katedrze Filologii na Wydziale Humanistycznym Wyższej Szkole Zarządzania Marketingowego i Języków Obcych w Katowicach.
Jest członkiem zarządu Polskiego Komitetu Międzynarodowej Organizacji Unifikacji Neologizmów Terminologicznych.